# 슈퍼 I/O

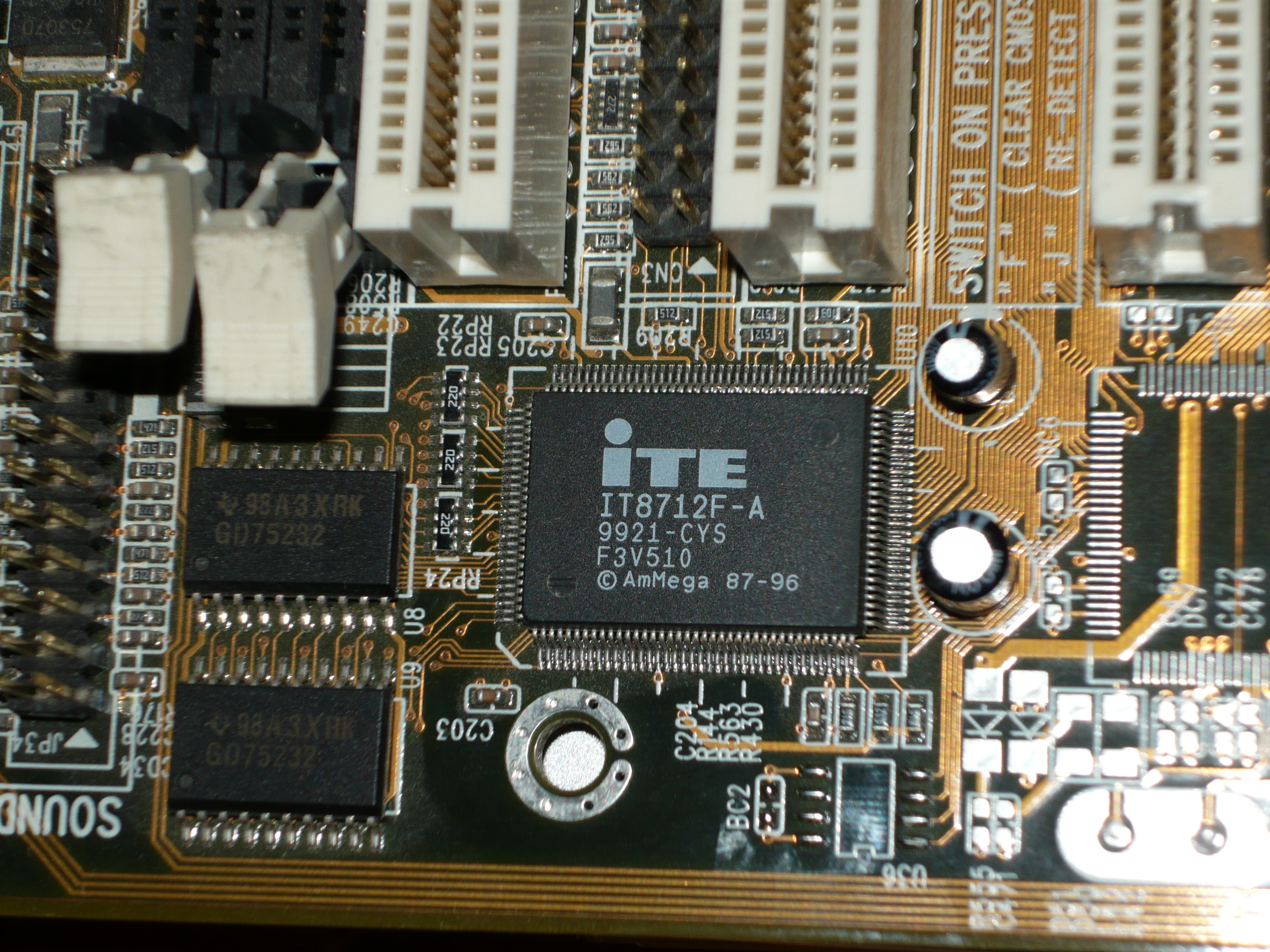
ITE 슈퍼 I/O 칩 (IT8712F)

슈퍼 I/O(Super I/O)는 1980년대 후반에 개인용 컴퓨터 메인보드에 사용되기 시작한 I/O 컨트롤러 집적 회로 클래스로, 원래는 추가 카드로 사용되었으며 나중에 메인보드에 내장되었다. 슈퍼 I/O 칩은 다양한 저대역폭 장치용 인터페이스를 결합한다. 이제는 대부분 EC와 결합되었다.
아래 기능은 일반적으로 메인보드에 있는 슈퍼 I/O에서 제공된다.
- 플로피 디스크 컨트롤러[2]
- IEEE 1284 호환 병렬 포트[2](프린터에 일반적으로 사용됨)
- 하나 이상의 16C550 호환 직렬 포트 UART[2]
- PS/2 키보드 및 마우스용 키보드 컨트롤러